# Miechtupik
Miechtupik (ros. Мехтупик) – przystanek kolejowy w miejscowości Temyrtau, w obwodzie karagandyjskim, w Kazachstanie. Położony jest na linii Karaganda – Temyrtau, w obrębie stacji Żanaauył.